# Antonio Vallejo-Nájera
Antonio Vallejo-Nájera (o Vallejo-Nágera) Lobón (Paredes de Nava, 1889-Madrid, 25 de febrero de 1960) fue un médico español, primer catedrático numerario de Psiquiatría en la Universidad de Valladolid. Es considerado como «el Mengele español» o «el Mengele de la psiquiatría franquista» por sus teorías ultraderechistas racistas y su participación en las depuraciones del franquismo. Fue padre del también psiquiatra Juan Antonio Vallejo-Nágera y abuelo de la cocinera Samantha Vallejo-Nágera.

## Biografía y formación
Realizó los estudios de Medicina en la Universidad de Valladolid, donde obtuvo la licenciatura en 1909. A continuación ingresó en el Cuerpo Militar de Sanidad, desempeñando su función con notable mérito, principalmente en las epidemias y en las acciones de guerra de la época, por lo que obtuvo diversas condecoraciones nacionales. Prestó servicio en Marruecos como miembro del Cuerpo de Sanidad Militar. En 1917 fue nombrado agregado de la embajada de España en Berlín, como miembro de la comisión militar que debía inspeccionar los campos de prisioneros de guerra; por el cumplimiento de esta misión se hizo acreedor de otras varias condecoraciones de diferentes países europeos.
Durante su permanencia en Alemania tuvo oportunidad de conocer las clínicas psiquiátricas, así como de escuchar las lecciones de Emil Kraepelin, Ernst Kretschmer, Hans Walter Gruhle y Gustav Schwalbe, cuyos trabajos dejaron una honda influencia en él. Estas circunstancias determinan en Vallejo-Nájera su definitiva vocación por la Psiquiatría. Allí tradujo al castellano las obras de Gruhle y Schwalbe. De nuevo en España, fijó su residencia en Madrid y dirigió, desde 1930, la clínica psiquiátrica de Ciempozuelos.
Cultivó su relación con Franco dedicándole su libro sobre la psicopatología de la guerra, al que incorporaba algunos estudios previos sobre la relación entre marxismo y deficiencia mental, «en respetuoso Homenaje de admiración al invicto Caudillo Imperial, Generalísimo de los Ejércitos Españoles de Tierra, Mar y Aire». Vallejo-Nájera mantenía además estrechos vínculos con Auxilio Social, la organización del régimen encargada de atender a los huérfanos de la guerra, a través de su amigo, el psiquiatra Jesús Ercilla Ortega. Ercilla, buen amigo a su vez de Onésimo Redondo, fue uno de los fundadores de las JONS. Era además miembro del Comité Ejecutivo de Auxilio Social, en calidad de asesor médico, y el hombre de enlace con otros grupos del régimen. Terminada la guerra, Ercilla fue nombrado director médico de la clínica psiquiátrica de San José, en Ciempozuelos, un hospital oficialmente dirigido por Vallejo-Nájera.
En 1931 fue profesor en la Escuela de Aplicación de Sanidad Militar, centro donde se impartía la primera enseñanza de la especialidad. Afecto al nazismo, durante la guerra civil española el coronel Vallejo-Nájera dirigió los Servicios Psiquiátricos del Ejército franquista y escribió extensamente sobre la degeneración de la raza española, que, según él, habría ocurrido durante la República, postura adoptada también por Juan José López Ibor, Ramón Sarró, José Solé Segarra, Marco Merenciano y otros psiquiatras de su mismo bando. Esto no quiere decir que las relaciones personales o académicas entre los distintos profesores fueran fluidas. Como revela su hijo, también psiquiatra, los equipos de ambos (Vallejo Nájera y López Ibor) tenían una rivalidad furibunda que les llevaba a despreciar y oponerse a cualquier afirmación del otro "bando", algo que al parecer era habitual en la medicina y en la academia española cuando dos "ilustres" catedráticos se dedicaban a una misma rama de especialización.
Su identificación con los militares sublevados le llevó a publicar, a partir de 1936, escritos de tipo político que nada tenían que ver con la psiquiatría. Así, en 1938 publicó Divagaciones intrascendentes, panfleto propagandístico del nacionalcatolicismo donde se exalta a quienes combatían bajo el mando de Franco en la "Cruzada": «Todos debemos unirnos en el Ejército y en su Caudillo, constructor de la Patria», exhortaba. En esta obra proponía la creación de una Inquisición para la prensa, la tribuna y la radio, y presentaba la guerra como necesaria para reconquistar los principios del cristianismo, todo ello con profusión de expresiones racistas-antisemitas. Finalmente, confiaba en que los enemigos de la Patria (demócratas e izquierdistas) «sufrirán las penas merecidas, la de muerte la más llevadera». En El factor emoción en la España nueva, otro opúsculo de «agitación y propaganda de guerra» y auspiciado por Acción Católica, llegó a sostener que la sonrisa equilibrada del Caudillo atraía a los seguidores del bien.
El 10 de agosto de 1938 escribió a Franco solicitando permiso para crear el Gabinete de Investigaciones Psicológicas, y dos semanas más tarde recibió la autorización esperada. Su propósito era patologizar las ideas de la izquierda. Los resultados de sus investigaciones proporcionaron al alto mando militar los argumentos "científicos" necesarios para justificar por qué presentaban a sus adversarios como una especie infrahumana, y Vallejo-Nájera fue ascendido a coronel.
Franco se mostraba entusiasmado con la obra de caridad llevada a cabo con los huérfanos republicanos por Auxilio Social, y la veía como una pieza esencial para la definitiva "redención" de los errores izquierdistas cometidos por el pueblo español. En el marco de esta misión, el 14 de diciembre de 1941 se promulgó la ley que permitía el cambio de nombre de los huérfanos republicanos, de los hijos de prisioneros, que obviamente no podían hacerse cargo de sus hijos, y de los bebés separados de sus madres en las prisiones inmediatamente después de nacer. Lo cierto es que a muchos niños se los llevaron por la fuerza.
En 1947 fue nombrado por las instituciones franquistas profesor de Psiquiatría en la Universidad de Madrid, puesto que desempeñó hasta 1959; es, por tanto, el primer catedrático numerario de dicha especialidad en la Universidad española. Su actividad docente se pone de manifiesto en su obra y en el ingente número de cursillos y conferencias que organizó. En 1951 fue elegido miembro de la Real Academia Nacional de Medicina.

## Teorías
Como jefe de los Servicios Psiquiátricos Militares de la dictadura franquista, le fue encargado un estudio que demostrase la inferioridad mental de las personas de ideología marxista. Según Eduard Pons Prades en su obra Los niños republicanos (RBA, 2005), Antonio Vallejo-Nájera «dirigió, en 1938, un estudio sobre los prisioneros de guerra republicanos para determinar qué malformación llevaba al marxismo. O sea: iba en busca del gen rojo». En estos estudios afirmaba que las mujeres republicanas tenían muchos puntos de contacto con los niños y los animales y que cuando se rompen los frenos sociales son crueles por faltarles inhibiciones inteligentes y lógicas, además de tener sentimientos patológicos. Pons también afirma en su libro que Vallejo-Nájera pidió en otro de sus trabajos la creación del Cuerpo General de Inquisidores.
Para llevar a cabo el estudio, sometía a los prisioneros a distintos test psicológicos cuando estos se encontraban ya al borde del colapso físico y mental. El equipo de Vallejo-Nájera contaba con dos médicos, un criminólogo y dos asesores científicos alemanes. Seleccionaron a sus sujetos clínicos de entre dos grupos: uno de prisioneros miembros de las Brigadas Internacionales de San Pedro de Cardeña, y otro compuesto por 50 presas republicanas de la cárcel de mujeres de Málaga, 30 de las cuales se encontraban a la espera de ejecución. El estudio de las mujeres, a partir de la premisa de que eran seres degenerados y, por tanto, proclives a la delincuencia marxista, se tituló «Psiquismo del fanatismo marxista. Investigaciones psicológicas en marxistas femeninas delincuentes» y sirvió al psiquiatra para explicar la "criminalidad revolucionaria femenina" en relación con la naturaleza animal de la psique femenina y el "marcado carácter sádico" que se desataba en las hembras cuando las circunstancias políticas les permitían "satisfacer sus apetencias sexuales latentes". Algunas de las conclusiones del estudio realizado por Vallejo-Nájera son las siguientes:

La idea de las íntimas relaciones entre marxismo e inferioridad mental ya la habíamos expuesto anteriormente en otros trabajos. La comprobación de nuestras hipótesis tiene enorme trascendencia político social, pues si militan en el marxismo de preferencia psicópatas antisociales, como es nuestra idea, la segregación de estos sujetos desde la infancia, podría liberar a la sociedad de plaga tan terrible.

La inferioridad mental de los partidarios de la igualdad social y política o desafectos: «La perversidad de los regímenes democráticos favorecedores del resentimiento promociona a los fracasados sociales con políticas públicas, a diferencia de lo que sucede con los regímenes aristocráticos donde sólo triunfan socialmente los mejores».

El imbécil social incluye a esa multitud de seres incultos, torpes, sugestionables, carentes de espontaneidad e iniciativa, que contribuyen a formar parte de la masa gregaria de las gentes anónimas.

Además de argumentar las bases biológicas de las opciones políticas, sus textos contribuyeron a fomentar la idea de la inferioridad de las mujeres 

A la mujer se le atrofia la inteligencia como las alas a las mariposas de la isla de Kerguelen, ya que su misión en el mundo no es la de luchar en la vida, sino acunar la descendencia de quien tiene que luchar por ella.

Otras de sus conclusiones son:

La raza es espíritu. España es espíritu. La Hispanidad es espíritu... Por eso hemos de impregnarnos de Hispanidad... para comprender nuestras esencias raciales y diferenciar nuestra raza de las extrañas. Este espíritu lo definía como «militarismo social, que quiere decir orden, disciplina, sacrificio personal, puntualidad en el servicio, porque la redoma militar encierra esencias puras de virtudes sociales, fortaleza corporal y espiritual». Y para mejorar la raza era necesaria «la militarización de la escuela, de la Universidad, del taller, del café, del teatro, de todos los ámbitos sociales.

Su purificación de la raza incluía el resurgimiento de una Inquisición en contra de las personas que consideraba antipatrióticas, anticatólicas y antimilitares que corrompían la raza española. Afirmó que:

La parte del problema racial de España era que había demasiados Sanchos Panzas (físico redondeado, ventrudo, sensual y arribista), y pocos Don Quijotes (casto, austero, sobrio e idealista), personajes imbuidos en un militarismo, identificando la cultura militar como la máxima expresión de raza superior.

«Parte de su bibliografía y sus investigaciones están encaminadas a demostrar que el marxismo es una enfermedad mental, que existe un gen rojo que hace enfermar a las personas y que lo mejor es que los rojos no tengan hijos o, si los tienen, se les separe de sus padres», explica Montse Armengou. El comandante y psiquiatra Antonio Vallejo-Nájera (1889-1960) fue una de las figuras clave de la represión franquista en la posguerra porque la revistió de un manto seudocientífico.
El 23 de agosto de 1938 Franco autorizó la creación del Gabinete de Investigaciones Psicológicas, cuya finalidad era «investigar las raíces biopsíquicas del marxismo», tal y como le había demandado Vallejo-Nájera, que era un psiquiatra prestigioso desde los años veinte. Vinyes explica que resultó «decisivo» para desvelar el drama de los niños perdidos acceder a la documentación del gabinete de Vallejo-Nájera.
La autorización oficial para desarrollar sus teorías le llegó gracias a los contactos personales que mantenía tanto con Franco (su mujer era amiga de Carmen Polo) como con la Falange. 
Para corroborar sus hipótesis preconcebidas, el militar estudió a 297 brigadistas internacionales encarcelados en Burgos y a 50 presas políticas recluidas en la cárcel de Málaga, y publicó los resultados en Biopsiquismo del fanatismo marxista, que demostrarían la inferioridad mental de los partidarios de la igualdad, social y política, la brutalidad de su fanatismo e incluso su fealdad. 
En su libro Eugenesia de la hispanidad y regeneración de la raza, Vallejo defendía la «eugenesia positiva», cuyo fin era «multiplicar los selectos y dejar que perezcan los débiles», que en su universo obsesivo eran los rojos, a quienes consideraba «individuos mentalmente inferiores y peligrosos en su maldad intrínseca». La dramática conclusión de sus teorías la expuso en La locura y la guerra: psicopatología de la guerra española, en el que abogaba por la separación de los hijos de los padres de los marxistas, pues «la segregación de estos sujetos desde la infancia podría liberar a la sociedad de una plaga tan temible».
Estas teorías se emplearon para justificar el secuestro de niños republicanos. Sus planteamientos, más ambientales que biológicos, postulaban que la raza era el resultado de un conjunto de valores culturales. Los valores que en España contenían los requisitos indispensables para la salud nacional eran jerárquicos, castrenses y patrióticos. Cualquier valor defendido por la República y la izquierda se consideraba hostil y había de erradicarse de inmediato. Obsesionado por lo que él llamaba «esta labor tan trascendente de higienización de nuestra raza», su modelo era la Inquisición que en el pasado había protegido a España de doctrinas envenenadas. Reclamaba «una Inquisición modernizada, con otras orientaciones, fines, medios y organización; pero Inquisición». La salud de la raza exigía separar a los niños de sus madres "rojas".

## Obras
- Psicopatología de la conducta antisocial (Editorial española, S.A., San Sebastián) Sin fecha de edición. Prólogo del Doctor Vallejo Nájera, Burgos, 15 de julio de 1937.

Parte de la obra de Vallejo-Nájera ha pretendido la divulgación de conceptos psiquiátricos:
- Eugenesia de la Hispanidad y regeneración de la raza (Burgos, 1937).[19][20]
- Eugamia: selección de novios (San Sebastián: Editorial española, 1938).
- Política racial del nuevo Estado (San Sebastián: Editorial Española, 1938).
- Higienización psíquica de las grandes urbes (Bilbao: Gráf. de la Santa Casa de Misericordia, 1941).
- Niños y jóvenes anormales (1941).
- El caso de Teresa Neumann (1937).
- Locos egregios (1946).
- Literatura y psiquiatría (1950).

Otras obras de Vallejo-Nájera: 
- Valor curativo de la piretoterapia en las esquizofrenias (1928).
- La demencia precoz y sus manifestaciones clínicas (1929).
- El tratamiento de la parálisis general y otras neurosífilis (1929).
- Propedéutica clínica psiquiátrica (1936).
- El factor emoción en la España nueva (Federación de Amigos de la Enseñanza - 1938, Burgos: Imp. Aldecoa).
- Divagaciones intrascendentes (1938, Valladolid: Talleres Tipográficos Cuesta).
- Tratamiento de las enfermedades mentales (1940).
- Psicosis de Guerra (1942, Madrid: Morata)
- Tratado de psiquiatría (1944).

Su producción total comprende más de treinta libros propios y abundantes traducciones que han tenido amplia difusión entre los estudiosos de lengua castellana; algunas de sus obras se han traducido a otros idiomas.

## Nota
- El contenido de este artículo incorpora material de la Gran Enciclopedia Rialp que mediante una autorización permitió agregar contenidos y publicarlos bajo licencia GFDL. La autorización fue revocada en abril de 2008, así que no se debe añadir más contenido de esta enciclopedia.

| Predecesor: Enrique Fernández Sanz | Real Academia Nacional de Medicina Sillón 16 1951-1960 | Sucesor: José Antonio Escudero Valverde |

- Datos: Q2857487
- Multimedia: Antonio Vallejo-Nájera / Q2857487